# Реквием (Моцарт)
„Реквием“ в Ре минор, К.626 (на латински: Requiem – „заупокойна меса“) е последното, недовършено произведение на композитора Волфганг Амадеус Моцарт, върху което той работи до смъртта си – траурна заупокойна литургия, написана на каноничен латински през 1791 г.
Произведението е написано за четирима солисти: сопран, алт, тенор бас; хор и симфоничен оркестър. Хорът има много важна роля, от общо 14 номера – 11 от тях са за хора, а само 3 от тях са за солисти. „Реквиемът“ разкрива дълбоки човешки чувства, скръб, покой, страдание.
След смъртта на Моцарт произведението завършват Йозеф Айблер и Франц Ксавер Зюсмайер.
„Реквием“ е едно от най-известните произведения на Моцарт и се счита за едно от най-важните му творения.
|  | Тази страница частично или изцяло представлява превод на страницата „Реквием_(Моцарт)“ в Уикипедия на руски. Оригиналният текст, както и този превод, са защитени от Лиценза „Криейтив Комънс – Признание – Споделяне на споделеното“, а за съдържание, създадено преди юни 2009 година – от Лиценза за свободна документация на ГНУ. Прегледайте историята на редакциите на оригиналната страница, както и на преводната страница, за да видите списъка на съавторите. ВАЖНО: Този шаблон се отнася единствено до авторските права върху съдържанието на статията. Добавянето му не отменя изискването да се посочват конкретни източници на твърденията, които да бъдат благонадеждни. |